# Sepedon oriens
Sepedon oriens är en tvåvingeart som beskrevs av Steyskal 1980. Sepedon oriens ingår i släktet Sepedon och familjen kärrflugor. Inga underarter finns listade i Catalogue of Life.